# 群青の空を越えて
『群青の空を越えて』（ぐんじょうのそらをこえて、GLAS AUSZEICHNUNG）は、lightより2005年9月30日に発売されたパソコン用アダルトゲームである。

## 設定
郵政民営化によって郵便貯金・簡易保険を民間に開放した結果、日本政府は500兆円の現金を失った。それにより、借金を抱えるばかりで、現金を持たない日本政府の国際的信用は失われ、内政も行き詰まってしまう。こうした現状に対して国民は日本政府に不満をもっていた。
その中で、学者の萩野憲二が『幻想の河をこえて』を発表する。萩野憲二は、同書の中で、アメリカ合衆国等が加入するNAFTAや、EUに匹敵する、新共通通貨「円」を機軸としたアジア統一経済圏（円経済圏）を提唱し（円経済圏理論）、人々の心を捉える。この構想は議論の末に実現するが、円経済圏理論の中で唱えられていた政治・経済の中心地の分散により、既得権益を失うことを恐れた関東政権と一部政財界は、円経済圏理論を都合のいいように捻じ曲げた末、最終的に萩野憲二を暗殺し、関東の独立を宣言する。これに対し関西政権は自衛隊を関東地方に侵攻させ、内戦が勃発した。関東地方の学生達は進軍してきた関西政権軍に反発して軍事クーデターを起こし、内戦への備えが不足していた関西政権軍は敗走。国連仲介の下休戦協定が結ばれ、関東政権は独立を守った。
しかし、内戦により日本の国土は荒れ果て、アジアを統一した巨大経済圏を作ることを目的とした円経済圏理論は、結果的に小さな日本までも細かく分裂させることになった。次第に内戦は、関西政権を支援するアメリカと関東政権を支持するEUの代理戦争の様相を呈するようになっていく。アメリカ・EUは共に支持する陣営は違えど、自らを凌ぐであろう規模をもつ円経済圏の出現を恐れていた。さらに、アジアで燻り続けていた中国と台湾の対立が、問題をさらに難しくしてゆく。もはや、誰が何のために戦っているのかすら、わからなくなっていた。
ゲームは、停戦協定が結ばれたものの、再度の軍事衝突が避けられないことが明白になり、関東政府と関西政権の間で、水面下の争いが続いているところから始まる。

## 登場人物
萩野 社（はぎの やしろ） 声：小池竹蔵
関東自治共和政府治安維持軍（関東政権軍）・筑波戦闘航空団11飛行隊付、筑波航空学校一種飛行予備生徒。グリペンを操縦する戦闘機パイロットで、TACネームはヘギー。
『幻想の河を越えて』の著者であり、暗殺された萩野憲二の息子。家庭を崩壊させた等の理由で父親を嫌っているが、それは父親に対する劣等感の表れとも感じられる。英雄視されている父親のイメージがあるため、「萩野」と呼ばれることを嫌う。父親の論文が発端となってはじまった戦争に対し、息子として戦争を収拾する義務を感じ、筑波航空学校に入学。戦争に巻き込まれてゆく。
水木 若菜（みずき わかな） 声：榊原ゆい
筑波航空学校二種管制予備生徒。俊治の姉。
社と同じく成績優秀であり、過去に一年飛び級している。円経済圏理論に心酔する両親は若菜と俊治の筑波航空団入りを強く賛成しているが、一方で若菜や俊治の近況には全く関心を示さず、関東独立運動に全力を傾けている。そのため両親のことを快く思っていない。また、社のことも愛想がなくエリートぶっている嫌な人だと思っている。
水木 俊治（みずき としはる） 声：中里真沙
筑波戦闘航空団11飛行隊付、筑波航空学校一種飛行予備生徒。社の僚機で、TACネームはトシ。若菜の弟。
社よりも一つ年下だが才能に恵まれ、史上最年少で一種飛行予備生徒に選ばれる。加奈子に想いを寄せている。若さと幼さゆえ、純粋でまっすぐな性格の持ち主であるが、戦争はそれをあざ笑い、利用するかのように、俊治を戦いに巻き込んでゆく。
日下部 加奈子（くさかべ かなこ） 声：安玖深音
筑波航空学校付属校、三種予備生徒。
第一次闘争で戦死した兄の諒の軌跡を求めて、筑波航空団整備班に出入りしている。幼いころ、兄の諒と恋仲に会った美樹に嫉妬していたが、兄と同じ一種飛行予備生徒である社や俊治に兄を重ねることで、兄の心中を察するようになり、次第に美樹と心を通わせるようになる。
渋沢 美樹（しぶさわ みき） 声：上坂莉緒
筑波戦闘航空団11飛行隊付き教官、一尉。TACネームはフィー。
シルバリーシルフィード（silverly sylphid）と呼ばれた、関東政権軍の英雄。恋人で寮機を操縦する諒が敵を前にし、わざと攻撃せず、逆に一条貴子に撃墜され戦死した場面を目の当たりにしている。そのため、貴子を恨み復讐を決意していた。目を悪くして長く空軍から退いていたが、パイロットの不足に伴い、教官として呼び戻される。
加奈子と同じように、社と俊治を戦死した恋人の諒に重ね、2人を死なせまいと、厳しく訓練する。加奈子に対しては、戦闘が勃発し諒が近いうちに死ぬかもしれないというときに、自分のせいで兄弟の仲をぎくしゃくさせてしまったことを強く悔いており、とても丁寧に接する。
鈴木 隆史（すずき たかし） 声：富士爆発
筑波戦闘航空団11飛行隊小隊長（四機編隊長）、一尉。TACネームはリョウ。社直属の小隊長。
諒とは同級生で、一種飛行予備生徒に選ばれた諒に嫉妬しながらも、同時に諒を自分の目標としていた。その諒があっさり戦死したことについて強く不満を感じているが、その不満は諒を失った悲しさなのか、人を殺すことよりも自分が死ぬことを選んだ諒の判断に対してなのか、それとも次々と若い命を巻き込む理不尽な戦争に対してなのか分からない。
澤村 夕紀（さわむら ゆき） 声：安倍有紀
報道カメラマン。常に中立的な立場で取材に当たっているが、予備生徒制度に対しては批判的。
情報源を広く持ち、非合法組織などの活動にも関与している。社と憲二の一番の弟子であった圭子を会わせる。
藤川 達也（ふじかわ たつや） 声：平井達矢
筑波航空学校二種飛行予備生徒。TACネームはタツ。芝居マニア。社と同年齢だが、社は飛び級しているため、学年は違う。しかしそれに関係なく非常に仲がいい。いつまでも一種飛行予備生徒に上がらないことに焦りを感じている。
大賀 忠則（おおが ただのり） 声：秋山樹
筑波航空学校二種整備予備生徒。社・達也と同年齢で、二人と非常に仲がいい。社のかつての同級生。加奈子が出入りする整備班で学んでおり、加奈子をかわいがっている。性格は穏やかで落ち着いている。
久我 聡美（くが さとみ） 声：本山美奈
筑波航空学校二種飛行予備生徒。TACネームはクー。達也の同期。快活な性格。飛行課程では唯一の女子生徒で、男子からの人気も高い。しかし、本人は女の子らしくない性格や体つきにコンプレックスを持っている。
吉原 大嗣（よしはら たいし） 声：滑川菊太郎
航空学校校長兼航空団指令。専門は、ドイツ哲学であったが、学生達に基地指令へと押し上げられた。深い見識を持つ。大嗣は、美樹を基地へ呼び戻した。
萩野 真優（はぎの まゆ） 声：松田美奈
実践派経済学者。萩野憲二の妻で、萩野社の母。海外で暮らしている。憲二とは別居していたが、憲二と恨みあってはなかった。
藤谷 耕一郎（ふじたに こういちろう） 声：桐生大地
関西政権の相談役の一人。萩野憲二に教育をつけた教授。憲二を世話の焼ける教え子と見ているが、憲二の理論には基本的に同調している。また、なぜ憲二が円経済圏理論を唱えたのか、どうして円経済圏理論が多くの人の心を捉えたのか、模索しているように見える。
一条 貴子（いちじょう たかこ） 声：松田美奈
航空自衛隊・二佐。F-2を操縦する戦闘機パイロット。
女性初の飛行教導隊所属パイロットにして、サイレンと呼ばれる関西政権軍のエースパイロット。諒を撃墜したパイロットであり、美樹とは仇敵関係にある。関東政権が美樹を優秀な戦士としてたたえるように、関西政権は貴子をたたえ、宣伝工作につかっていた。
萩野 憲二（はぎの けんじ）
円経済圏理論の提唱者で、社の父親。
政治・経済・歴史と幅広い学問で業績を残した天才学者で、自由奔放に生きていた。自身の著書である『幻想の河を超えて』において円経済圏理論を提唱し、内閣府の諮問委員となり円経済圏理論の実現に向け行動する。最終的に円経済圏理論自体は実現したが、既得権益の喪失を恐れた関東政権が独立を宣言し、それに反対して暗殺される。しかし、その関東政権下では今なお多くの人々が英雄視している。
日下部 諒（くさかべ りょう）
加奈子の兄で美樹の恋人。作中では既に故人。
一種飛行予備生徒で、同じ一種飛行予備生徒だった美樹を含む同期の飛行予備生徒の中では、最もグリペンの操縦技術に秀でていた。将来を嘱望されていたエースパイロットであったが、第一次闘争の際に戦死。敵を前にしても攻撃せず、一人も殺すことはなかった。
長田 圭子（おさだ けいこ） 声：草柳順子
萩野憲二の一番の教え子。
日本で続く内戦は、萩野憲二が唱えた円経済圏理論からかけ離れた誤った理屈に基づいて行われていると考え、停戦のため関東でゲリラ活動をしていた。男同士の恋愛に興味を持つ、いわゆる腐女子。

## その他の設定
- 筑波航空学校

主人公が学んでいる学校で、この物語の舞台。教育機関と軍事基地を併設しており、関東政権軍にとっては百里と並ぶ主要基地である。校舎は、図書館情報大学（現：筑波大学筑波キャンパス春日地区）をモデルにしている。
- 予備生徒制度

関東政権を支持する学生が軍の指揮の下、戦闘に参加するシステム。基本的に志願制であるが、事実上の学徒動員制度ともいえる。一次戦闘中、関東政権軍の中において学生は重要な戦力となった。停戦期間中においてもそれは変わらず、学生が抵抗運動を行うシステムとして発足したこの制度により、学生を兵力に組み入れていた。
予備生徒は実戦参加する一種予備生徒と、その前段階の二種予備生徒、主に中学生からなる三種予備生徒で構成されている。これらの生徒のうち、専門性の高い任務に就く生徒はそれが前に就く場合がある（例として水木若菜「二種管制予備生徒」など）。特殊な所属を除き、基本的にこれらの大半は学校・学区ごとに編成される「学区編成部隊（常時編成はせず、戦時の際に招集・編制されて前線に投入される予備役部隊）」に属しているが、特に志願した予備生徒は常備部隊である「管区編成部隊」に配属される。予備生徒の総数は多分に流動的ではあり詳細は不明だが、十数万人と言われている。
学生にとって一種予備生徒に選ばれることは誇りであったが、一種予備生徒は、偵察やゲリラ掃討爆撃などの任務を与えられることもあり、散発的に起きる武力衝突によって、命を落とす危険もあった（停戦中のため、公式には戦死とされない）。
- 桜葉志士十字章

戦死した予備生徒に授与される勲章。予備生徒は階級を持っていない為、戦死した際は二階級特進する代わりにこういった勲章が与えられた。
- 円経済圏理論

萩野憲二が、自身の著書である『幻想の河を超えて』において唱えた構想。
この構想では、まずアジア地域を自治政権に細分化する（日本を例にすると、蝦夷（北海道）、東北、関東、関西、琉球（沖縄）等。一種の連邦制、道州制を採用する）。詳しく説明すると、これらの自治政権は、民族や言語などが国策や国境線に大きく影響していた従来型の国家とは違い専ら政治運営を目的とする。その際、政治・経済の中心地が固まってはいけないようにしておく（日本を例にすると、「政治は関東に、経済は関西に」といったように分散させるなど）ことで、アジア全域で分権が徹底化された、ひとつの巨大な勢力（国家連合）を作り出すことが出来るというもの。萩野憲二は『幻想の河をこえて』の中で、「国家という分厚いコート一枚でよかった時代は過ぎた、これからは、民族、言語などを自分でコーディネートしなくてはいけない。」と述べている。
これらの自治政権は、新共通通貨「円」を使用する。「円」を使用する地域を「円経済圏」と呼ぶ。議論の末にこの構想は日本の発展的分割案として国会の承認を受け実現し、日本は蝦夷共和国・東日本（関東政権）・西日本（関西政権）・琉球王国の4つに分割された一種の国家連合となった。
しかし、政治と経済の双方の実権を握る関東政権は、これらの分割により既得権益を失うことを恐れ、円経済圏理論を捻じ曲げ「実現した円経済圏は従来の国家と何ら変わらない」と主張し、独立を宣言する。萩野憲二はこれに反対するが、関東政権の手で暗殺された。その後、日本は内戦に突入するが、戦中は、関東・関西ともに、自らの掲げる円経済圏理論の解釈の正当性を主張する宣伝をした。
ただ、どちらの主張も自らへの利益誘導のため、元来の円経済圏理論を曲解していると思われる。これに対し、本来の円経済圏理論を実現するために、長田圭子など萩野憲二の弟子達が組織をつくりゲリラ活動をしている。

## 登場兵器
- JAS-39 グリペン（関東）
- F-15J/DJ（東、西）
- F-15EJ（関西）
- F-2A/B（東、西？ 本編で特定できる表現なし、ファンブックの一部には関西のみと記述）
- F-4EJ改（東、西）
  - RF-4XJ（関東）
- T-4（登場は関東のみ）
- T-2（登場は関東のみ）
  - T-2CCV（関西 Grand Routeにて萩野 社護衛のため、かき集められた機体の中に言及あり）
- U-125（登場は関東のみ）
- KV-107（登場は関東のみ）
- CH-47（登場は関東のみ）
- UH-60（登場は関東のみ）
- OH-1（登場は関東のみ）
- AH-1S（登場は関東のみ）
- A109K2（富山県警、関東シンパ？）
- F/A-18E/F（米海軍、Grand Routeで介入）
- 64式7.62mm小銃（登場は関東のみ、日下部加奈子が訓練･実戦で使用）
- 62式7.62mm機関銃 (登場は関東のみ、日下部加奈子が香坂恵実に逃亡兵は射殺せよと命じられ、使用）
- 9mm拳銃（登場は関東のみ、萩野社が墜落した際所持していた。関東軍の全パイロットは自衛用火器として所持していると思われる。なおゲーム上ではSIGと呼ばれている)
- AAM-4（関西）
- AIM-120（東西）：JAS-39及びF-15J/EJに搭載された中距離ミサイル（米レイセオン社製）。関東軍の名称はスウェーデン軍と同じくRb99-AMRAAM。
- AIM-9（東西）：JAS-39及びF-15J/EJに搭載された短距離ミサイル（米ゼネラル・エレクトリック社製のミサイル）。関東軍の名称はスウェーデン軍と同じくRb74-Sidewinder。

## スタッフ
- 原画・キャラクターデザイン：黒鷲
- シナリオ：早狩武志
- 背景：草薙
- 音楽：樋口秀樹

## 主題歌
オープニングテーマ
- アララト　　作詞・作曲：樋口秀樹、歌：WHITE-LIPS

エンディングテーマ
- tell me a nursery tale　　作詞・作曲：樋口秀樹、歌：WHITE-LIPS

## 関連書籍
ファンブック
- 『群青の空を越えて 筑波戦闘航空団詳報』（一迅社、2006年） ISBN 4-7580-1052-8

ノベル
- 早狩武志『群青の空を越えて Gefrorenes Ideal』（一迅社、2008年） ISBN 978-4-7580-1095-5　　ゲーム本編のプロローグと後日談

## その他
- 作中の航空管制のシーンで若菜がANA便（テロップでANA表記）をアンクエア（ANA子会社のエアーニッポンのコールサイン）のコールサインを使って呼び出す誤植が存在する（本来であればオールニッポンが正しい）。
- ゲームのファンブック製作に際し、当時の売り込み主体だったGripen Internationalから、掲載する写真の使用許可を得ている。ゲーム製作でSAABが協力したというのは誤解である。